# Авторство послань апостола Петра
Авторство петриністичних послань (Перше і Друге послання Петра ) — важливе питання в біблійній критиці, паралельно з авторством пауліністичних послань, оскільки бібліїсти давно прагнули визначити, хто справжні автори новозавітних листів. Більшість науковців сьогодні доходять висновку, що святий Петро не був автором двох послань, які йому приписують, і що їх написали два різні автори.   

## Перше послання

### Автор називає себе Петром
Автор Першого послання Петра у вступному вірші ідентифікує себе як "Петро, апостол Ісуса Христа", а думку про те, що це послання було написане святим Петром, засвідчує ряд отців Церкви: Іриней (140-203 рр.), Тертуліан (150–222 рр.), Климент Олександрійський (155–215 рр.) та Ориген Олександрійський (185–253 рр.). Оскільки Полікарп, який був замучений у 156 р., і Папій покликалися на цей лист, то він, напевно, був написаний до середини ІІ століття. Однак Мураторіїв канон (до 170 р.) не містив його, а також ряд інших соборних послань, що свідчить про те, що їх ще не читали в західних церквах. На відміну від Другого послання Петра, авторство якого ставили під питання ще в античності, про авторство Першого послання Петра було небагато дискусій аж до появи біблійної критики у XVIII столітті. Якщо припустити, що лист автентичний і його автор — Петро, який був замучений близько 64 р., написаний він був, імовірно, між 60-м і 64-м рр. 

### Теорія Силуянового авторства
Одна з теорій полягає в тому, що 1-е Петра написав секретар апостола, такий як Марко [Архівовано 1 липня 2021 у Wayback Machine.] або Силуян, про якого йдеться в кінці послання: "Я коротко вам написав через Силуяна, як гадаю вірного брата" (5:12). У наступному вірші автор висловлює вітання: "Вітає вас разом вибрана Церква в Вавилоні, і Марко, мій син". Під церквою "в Вавилоні", ймовірно, мається на увазі християнська громада в Римі, бо саме так ранні християни називали місто, ґрунтуючись на Книзі Об'явлення. "Немає жодних доказів того, що християни називали Рим Вавилоном до часу, коли була написана Книга Об'явлення, а це 90–96 рр. н. е.". 

### Вживання грецької та гебрейської мов
Багато вчених вважають, що автором був не Петро, а невідомий автор, який писав після смерті Петра. Оцінки дати написання варіюються від 60-го до 112-го рр. н. е. Більшість критичних дослідників скептично ставляться до того, що апостол Симон Петро, рибалка на Галілейському морі, міг написати послання через його окультурений міський стиль грецької мови і відсутність будь-яких особистих деталей, які б указували на контакт з історичним Ісусом із Назарету. Лист містить близько тридцяти п’яти покликань на Танах, але всі вони з перекладу Септуагінти, малоймовірного джерела для історичного апостола Петра, проте придатного для еллінізованої аудиторії. Отже, використання Септуагінти допомагає визначити аудиторію. Септуагінта — це переклад на грецьку мову, який був створений в Олександрії для використання євреями, які не могли легко читати гебрейську та арамейську мови Танаху, а також для прозелітів. Стверджується, що історичний єврей у Галілеї не міг чути Писання в такій формі. 

### Псевдоепіграфічний твір, написаний близько 70–90-го років
Більшість біблієзнавців з тих, що вважають послання псевдоепіграфічним, як зазначає Реймонд Браун, датують його 70-90-м роками. Цю думку поділяють такі вчені, як Ерік Ів (Oxford Bible Commentary, с. 1263), Джон Елліотт (The Anchor Bible Dictionary, стаття до Першого послання Петра), і Барт Ерман. Стівен Гарріс, з іншого боку, вважає, що більшість дослідників обстоюють ще пізнішу дату написання, наприклад, під час переслідувань Доміціана (близько 95 р.) або Траяна (близько 112 р.).

## Друге послання

### Автор представляється Петром
Друге послання Петра починається з ідентифікації автора: "Симеон Петро (у деяких перекладах Симон), раб і апостол Ісуса Христа" (2 Петра 1:1) (написання імені відрізняється від 1-го Петра або решти Нового Завіту, крім Дій 15:14). Далі автор чітко представляє себе апостолом Петром, заявляючи, що Господь відкрив йому наближення власної смерті (2 Петра 1:14), що він був очевидцем преображення (2 Петра 1:16-18), що раніше він написав ще одне послання до тої самої аудиторії (2 Петра 3:1), і назвав апостола Павла "улюбленим братом нашим" (2 Петра 3:15). 

### Підказки на підтримку псевдепіграфічності
Незважаючи на те, що 2-е Петра претендує на автовство апостола, більшість бібліїстів дійшли висновку, що Петро не є автором, і вважають послання псевдоепіграфічним. До причин належать мовні відмінності з 1-м Петра, помітне використання Послання Юди як джерела, можливі алюзії на гностицизм другого століття, заохочення у зв'язку із затримкою парусії і слабка зовнішня підтримка листа. Крім того, у певних уривках проглядаються додаткові підказки на підтримку псевдепіграфічності, а саме припущення автора про те, що його аудиторія знайома з кількома посланнями Павла (2 Петра 3:15-16), його натяк на те, що апостольське покоління вже відійшло (2 Петра 3:4), і його відокремлення себе від "ваших апостолів" і Господа (2 Петра 3:2). 

### Зв'язок між 2-м Петра і Юди
2-е Петра поділяє декілька спільних уривків з Посланням Юди: 1:5 з Юди 3; 1:12 з Юди 5; 2:1 з Юди 4; 2:4 з Юди 6; 2:6 з Юди 7; 2:10–11 з Юди 8-9; 2:12 з Юди 10; 2:13–17 з Юди 11–13; 3:2 з Юди 17; 3:14 з Юди 24; і 3:18 з Юди 25. Оскільки Послання Юди набагато коротше, ніж 2-е Петра, і через різні стилістичні деталі, науковий консенсус полягає в тому, що Послання Юди було джерелом для подібних уривків у 2-му Петра. 

### Два різні автори
Більшість науковців вважають, що 1-е Петра і 2-е Петра не були написані тим самим автором. 1-е Петра у своїй суті традиційне і спирається на ключові псалми, ключові глави Ісаї та мудрі вислови, що деякі з них можна знайти в інших місцях Нового Завіту. 2-е Петра, зі свого боку, віддає перевагу більш алюзивному стилю і залежить від більш незрозумілих джерел.

### Проблема авторства для більшості бібліїстів уже розв'язана
Переважна більшість науковців погоджуються, що Петро не писав цього листа. Наприклад, текстолог Деніел Воллес (який стверджує, що автором був Петро) пише, що для більшості експертів "питання авторства вже врегульоване, принаймні негативно: апостол Петро не писав цього листа" і що "величезна маса дослідників Нового Завіту приймають цю перспективу без якихось заперечень". Вернер Кюммель пояснює цю позицію, констатуючи: "Безперечно, що 2-е Петра не походить від Петра, і це сьогодні широко визнано", як стверджує і Стівен Гарріс: "насправді жоден авторитетний дослідник не захищає Петрового авторства 2-го послання Петра". Євангелічні бібліїсти Д. А. Карсон та Дуґлас Му пишуть, що "більшість сучасних біблієзнавців не вважають, що апостол Петро написав цей лист. Справді, для жодного іншого листа Нового Завіту немає більшого консенсусу, що людина, названа автором, насправді не могла бути його автором". Незважаючи на це широке заперечення більшості сучасних науковців, інші бібліїсти вважають аргументи більшості значною мірою непереконливими. Зокрема, Стенлі Портер вказує на той факт, що прийняття 2-го Петра до канону ранніми християнами передбачає, що вони були впевнені, що Петро його написав. Зрештою, Карсон і Му вказують на полеміку, що відбивається в цьому питанні, заявляючи: "Тому нам лишається або прийняти початкову претензію листа на те, щоб бути написаним апостолом Петром, або розглядати його як підробку, що мало заслуговує на канонічний статус".